# Cal Graells (el Poal)
Cal Graells és un monument del municipi del Poal protegit com a bé cultural d'interès local.

## Descripció
Casa senyorial construïda durant els segles XVIII, feta amb pedra. Té tres pisos: a la planta baixa es disposen les dependències agrícoles; al primer pis l'habitatge familiar amb tres balcons que donen accés a la plaça Felip Bones i la part superior ens trobem amb la golfa. Aquesta casa en l'actualitat és utilitzada per emmagatzemar les eines i els productes del camp. No és utilitzada com a habitatge.

## Història
Aquesta casa encara que no es trobi dins del c/ Major segueix la mateixa línia d'aquelles que es troben en ell. Seria una més de les cases senyorials que hi ha a Poal. En l'actualitat els encarregats d'aquesta finca, igual que de les terres de la propietat, són d'una família que viu davant de Cal Graell; ells tan sols utilitzen la casa com a magatzem.